# Phygadeuon dimidiatus
Phygadeuon dimidiatus là một loài tò vò trong họ Ichneumonidae.